# Adama
Adama (tiếng Oromo: Adaamaa hay Hadaamaa) là một thành phố nằm ở tâm Oromia. Adama là một đặc khu của Oromia và vây quanh nó là khu Đông Shewa. Thành phố có tọa độ 8°32′B 39°16′Đ / 8,54°B 39,27°Đ, ở độ cao 1712 mét, cách thủ đô Addis Ababa 99 km về phía đông nam. Thành phố nằm bên chân một dốc đứng về phía tây, còn về phía đông là thung lũng tách giãn Lớn.

## Tổng quan
Adama là một trung tâm vận tải, thương mại nhộn nhịp. Thành phố nằm trên tuyến đường nối Finfinne với Dire Dawa. Một lượng lớn xe chở hàng dùng tuyến đường này để đưa hàng đến Djibouti và, trước đây, Asseb. Thêm vào đó, tuyến đường sắt Addis Ababa-Djibouti mới cũng chạy qua Adama.
Ngoài ra, nơi này còn có đại học Adama và sân vận động Adama (sân nhà Adama City FC, một thành viên Liên đoàn bóng đá Ethiopia).
Cái tên Adama có lẽ bắt nguồn từ từ adaamii tiếng Oromo, chỉ loài cây Euphorbia candelabrum.

## Lịch sử
Sau Thế chiến II, hoàng đế Haile Selassie đổi tên thành phố "Adama" thành Nazareth theo tên thành phố trong Kinh Thánh. Đến năm 2000, tên thành phố được đổi ngược về "Adama", dù "Nazareth" vẫn được dùng phổ biến.

## Khí hậu
Theo phân loại khí hậu Köppen, Adama có khí hậu xavan (Aw).
| Dữ liệu khí hậu của Adama                  | Dữ liệu khí hậu của Adama | Dữ liệu khí hậu của Adama | Dữ liệu khí hậu của Adama | Dữ liệu khí hậu của Adama | Dữ liệu khí hậu của Adama | Dữ liệu khí hậu của Adama | Dữ liệu khí hậu của Adama | Dữ liệu khí hậu của Adama | Dữ liệu khí hậu của Adama | Dữ liệu khí hậu của Adama | Dữ liệu khí hậu của Adama | Dữ liệu khí hậu của Adama | Dữ liệu khí hậu của Adama |
| Tháng                                      | 1                         | 2                         | 3                         | 4                         | 5                         | 6                         | 7                         | 8                         | 9                         | 10                        | 11                        | 12                        | Năm                       |
| ------------------------------------------ | ------------------------- | ------------------------- | ------------------------- | ------------------------- | ------------------------- | ------------------------- | ------------------------- | ------------------------- | ------------------------- | ------------------------- | ------------------------- | ------------------------- | ------------------------- |
| Trung bình ngày tối đa °C (°F)             | 27.0 (80.6)               | 28.1 (82.6)               | 29.6 (85.3)               | 30.1 (86.2)               | 30.5 (86.9)               | 29.6 (85.3)               | 24.4 (75.9)               | 26.1 (79.0)               | 27.5 (81.5)               | 27.9 (82.2)               | 26.7 (80.1)               | 25.7 (78.3)               | 27.8 (82.0)               |
| Trung bình ngày °C (°F)                    | 19.2 (66.6)               | 20.4 (68.7)               | 21.9 (71.4)               | 22.6 (72.7)               | 22.5 (72.5)               | 22.4 (72.3)               | 18.4 (65.1)               | 20.6 (69.1)               | 21.1 (70.0)               | 20.1 (68.2)               | 18.7 (65.7)               | 18.1 (64.6)               | 20.5 (68.9)               |
| Tối thiểu trung bình ngày °C (°F)          | 11.4 (52.5)               | 12.8 (55.0)               | 14.3 (57.7)               | 15.2 (59.4)               | 14.6 (58.3)               | 15.3 (59.5)               | 12.5 (54.5)               | 15.1 (59.2)               | 14.7 (58.5)               | 12.3 (54.1)               | 10.8 (51.4)               | 10.6 (51.1)               | 13.3 (55.9)               |
| Lượng Giáng thủy trung bình mm (inches)    | 11 (0.4)                  | 22 (0.9)                  | 45 (1.8)                  | 58 (2.3)                  | 43 (1.7)                  | 74 (2.9)                  | 201 (7.9)                 | 210 (8.3)                 | 101 (4.0)                 | 24 (0.9)                  | 13 (0.5)                  | 7 (0.3)                   | 809 (31.9)                |
| Số ngày mưa trung bình (≥ 1 mm)            | 0                         | 0                         | 2                         | 2                         | 4                         | 7                         | 15                        | 14                        | 10                        | 3                         | 1                         | 0                         | 58                        |
| Nguồn 1: Climate-Data.org, altitude: 1618m |                           |                           |                           |                           |                           |                           |                           |                           |                           |                           |                           |                           |                           |
| Nguồn 2: Storm247 for rainy days           |                           |                           |                           |                           |                           |                           |                           |                           |                           |                           |                           |                           |                           |